# Alex Hershaft

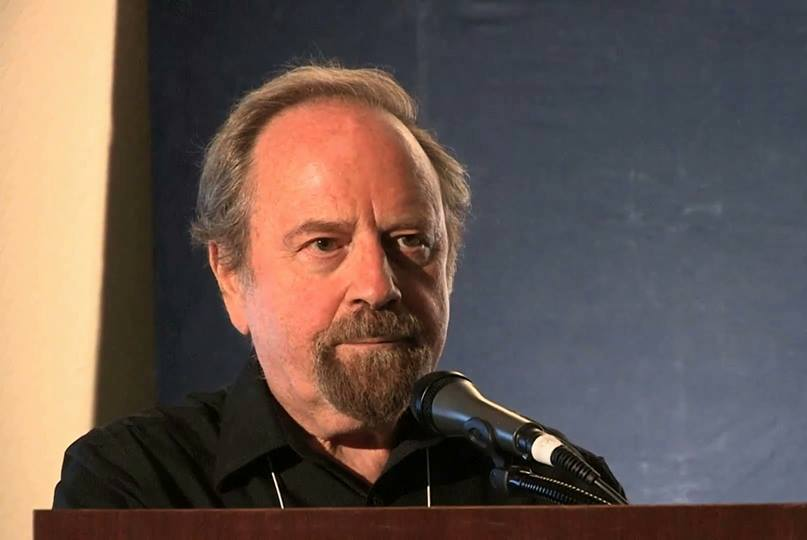
Alex Hershaft

Alex Hershaft, nacido el 1 de julio de 1934, es un activista estadounidense por los derechos de los animales. Es el cofundador y presidente del Movimiento por los Derechos de los Animales de Granja (GRANJA), la organización más antigua del país (1976) dedicada exclusivamente a la promoción de los derechos de los animales.
Sobreviviente del Holocausto, es conocido por comparar el tratamiento infligido a los animales con su industrialización y el Holocausto.

## Biografía
Hershaft nació en Varsovia, Polonia.
Se hizo vegetariano en 1961 y vegano en 1981.
- [[Portal:]]. Contenido relacionado con  política .

- Datos: Q16095654
- Multimedia: Alex Hershaft / Q16095654